# Methia lata
Methia lata är en skalbaggsart som beskrevs av Knull 1958. Methia lata ingår i släktet Methia och familjen långhorningar. Inga underarter finns listade i Catalogue of Life.